# Arethusa

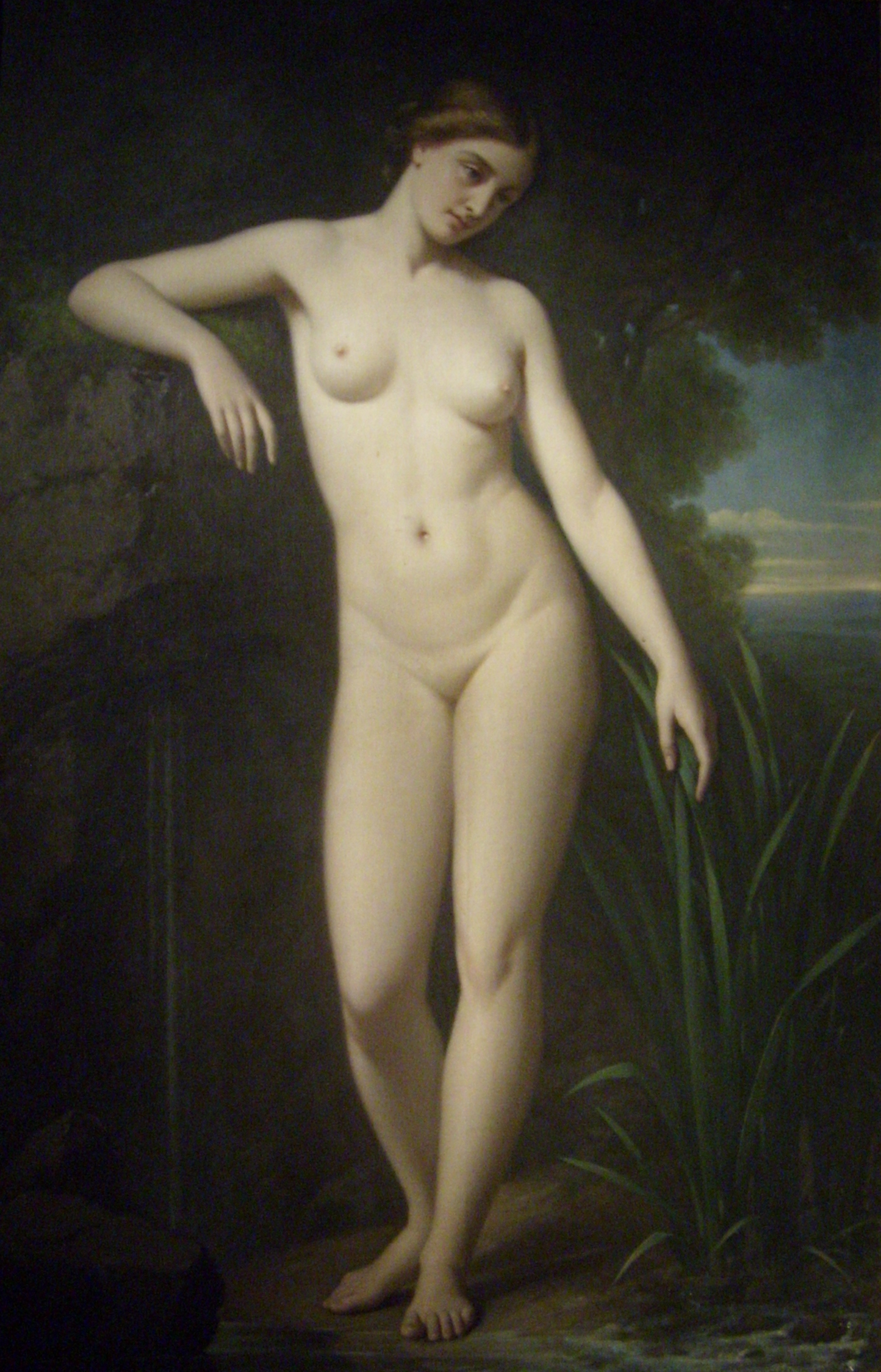
Arethusa

Arethusa este o nimfă cunoscută în mai multe părți ale Greciei, de obicei în Pelopones și Sicilia. Arethusa a fost fiica lui Nereus și, prin urmare era una dintre Nereide. Zeul-râu Alpheus s-a îndrăgostit nebunește de ea, dar ea a fugit în Sicilia. Acolo a fost transformată într-o fântână (Fonte Aretusa, în Siracusa) de către Artemis. Alpheus și-a croit calea pe sub mare și și-a unit apele cu cele ale Arethusei.
Pe monedele din Siracusa a fost întipărit deseori capul Arethusei (cca. 500 î.C.). Capul acestei fete are de multe ori o plasă în păr și este înconjurată de pești.
Arethusa este, de asemenea, numele uneia dintre Hesperide.